# Left 4 Dead 2
Left 4 Dead 2, assim como seu antecessor, é um jogo multiplayer de survival horror e cooperação de tiro em primeira pessoa. É a sequência do jogo ganhador de prêmios da Valve Corporation, Left 4 Dead. O jogo foca a jogabilidade cooperativa do original e usa a engine Source da Valve, a mesma engine usada em Left 4 Dead. O jogo fez a sua estreia na E3 2009 em um trailer durante o evento de imprensa da Microsoft.
Como o original, Left 4 Dead 2 se passa durante um apocalipse zumbi, e foca em quatro sobreviventes lutando contra hordas dos Infectados. Os sobreviventes devem abrir seu caminho através dos níveis, parando nos abrigos que servem como checkpoints, com a chegada sendo um veículo de resgate no final da campanha. A jogabilidade é alterada por uma inteligência artificial chamada de "Director", que monitora a performance dos jogadores e altera o cenário para produzir um desafio dinâmico para os jogadores conforme eles progridem. Novidades serão introduzidas, como novos tipos de Infectados, armas de combate corpo-a-corpo, e uma história que conecta as cinco campanha dos jogos.

## Enredo
Como Left 4 Dead, a sequência envolve uma pandemia apocalíptica. Um misterioso patógeno começou a se espalhar pelo sul dos Estados Unidos levando os humanos infectados a se tornarem  zumbis. Os quatro sobreviventes devem lutar contra a horda de infectados. Left 4 Dead 2 se passa no sul dos Estados Unidos, começando em Savannah, Geórgia e acabando em Nova Orleans, Louisiana. Os personagens do jogo original foram substituídos por novos quatro sobreviventes, cujas histórias são reveladas através dos diálogos. Ao contrário do primeiro jogo onde não houve desenvolvimento significativo da história, Left 4 Dead 2 possui uma história de fundo.
O enredo é similar ao de Left 4 Dead, ele envolve as consequências da infecção uma semana após os eventos do jogo anterior, se passando cerca de três semanas após a primeira infecção.
A história começa por volta do meio-dia em Savannah, na Geórgia. Com os helicópteros de resgate começando a deixar os edifícios, quatro sobreviventes (Ellis, Coach, Rochelle, e Nick) tiveram que subir um hotel para pedir ajuda, porém tiveram o azar de serem deixados para trás por apenas alguns segundos de atraso. Com a situação recente, o grupo decide ir para um shopping depois de ouvirem que lá existe outro Centro de Evacuação ainda em operação. Quando o grupo chega ao shopping, eles descobrem que ele está totalmente aberto e cheio de infectados. Num ato de desespero, eles decidem avançar pelo prédio, na esperança de que o Centro de Evacuação esteja simplesmente nos níveis mais profundos do shopping. Acontece que o centro foi dizimado e todos os agentes da CEDA estão mortos ou infectados. Em desespero, o grupo corre pelo átrio do shopping e encontra um stock car em funcionamento, porém sem gasolina. Uma nova ideia surge na cabeça deles: sair pelo do átrio em busca de latões de gasolina, com a finalidade de encher o tanque do carro. Depois de uma desesperada busca o grupo consegue abastecer o carro e fugir de Savannah, pretendendo viajar até Nova Orleans.
Durante a fuga, o grupo para em uma ponte levantada por três dos sobreviventes do jogo anterior. Um deles atende os sobreviventes e lhes informa que eles não podem baixar a ponte para o grupo porque o gerador utilizado está sem combustível, e que um deles está ferido. Depois de batalharem com uma Noiva Witch através das ruas, e de um "esgoto histórico", os sobreviventes se encontram com os outros três novamente do outro lado. Após os três sobreviventes originais concordarem em ajudar a defendê-los do terreno alto, o grupo de Savannah é capaz de afastar a maioria dos infectados, encontram latas de gasolina, enchem o gerador, atravessam a ponte e a abaixam, conseguindo partir no carro, enquanto trocam despedidas, dando finalmente continuidade a viagem à Nova Orleans.
O carro de fuga continua funcionando bem até que os sobreviventes descobrem que a estrada está bloqueada por vários veículos abandonados, e esse engarrafamento parece se estender por quilômetros. Não encontrando outra maneira de passar, os sobreviventes decidem deixar o carro e continuar a pé. Quando eles estão abaixo de um viaduto, veem holofotes a uma linha considerável de distância. Na esperança de encontrarem algumas pessoas não infectadas, o grupo então decide seguir na direção de onde vem a luz. Chegando lá eles descobrem que os holofotes estavam vindo da feira e do parque de diversões Whispering Oaks, que agora é um terreno de caça para um grande número de pessoas infectadas. Os sobreviventes vagam pelo parque por bastante tempo até que, por fim, eles veem um helicóptero sobrevoando a área. Recém-inspirados, eles decidem ativar os componentes eletrônicos do show de rock criado para a banda The Midnight Riders na esperança de que a música alta e a grande pirotecnia irá atrair a atenção do piloto do helicóptero. Quando eles finalmente entram no anfiteatro, eles ativam os controles e o som acaba conseguindo atrair o piloto do helicóptero e, junto dele, uma enorme quantidade de infectados. Após muita luta, o helicóptero finalmente chega e os resgata, e os sobreviventes escapam do parque abandonado.
Mas mais uma vez, a sorte não está do lado deles, e o helicóptero faz um pouso forçado após o piloto tornar-se um infectado e ser morto por Nick. Os sobreviventes saem do helicóptero destruído e descobrem que eles desembarcaram em um pântano. Eles passam por uma pequena aldeia e presumem que o povo decidiu agir por conta própria, tomaram medidas preventivas e barricarem-se em suas casas contra os infectados. Sem qualquer outra opção, os sobreviventes decidem tentar encontrar as áreas barricadas. Eles viajam pelo pântano, lutando contra numerosos infectados, e encontram um avião que acabou caindo a caminho de uma área segura. Quando chegam lá, eles descobrem que os habitantes da cidade foram dizimados pela infecção, mas a sorte acaba por estar do lado deles no momento em que encontram o que alguém escreveu em um muro sobre uma antiga casa de fazenda e um cais próximo. Os sobreviventes vão em direção da fazenda e, lá, acabam encontrando um rádio e o usam para entrar em contato com um homem chamado Virgil, que tem um barco mais abaixo no rio. Virgil e o grupo têm uma pequena discussão via rádio e os sobreviventes lhe dizem que eles estão em uma antiga fazenda abandonada. Virgil decide ir ao local e começa a navegar até lá. Depois dos sobreviventes combaterem algumas hordas de infectados, Virgil finalmente chega e destrói as portas que bloqueavam o caminho dos sobreviventes para o rio, os sobreviventes correm e conseguem embarcar no barco em segurança.
No entanto, ao longo do caminho, o barco de Virgil começa a ficar com pouco combustível, por isso ele deixa os sobreviventes na pequena cidade de Ducatel, na costa do rio Mississippi, com instruções para que eles peguem diesel para o barco em um posto de gasolina que fica logo depois de um milharal do outro lado da cidade. Infelizmente, os sobreviventes esquecem as suas armas, e tem que viajar duas milhas a leste, passando através de uma usina de açúcar abandonada e infestada de Witches para pegar a gasolina. E pior ainda, eles, infelizmente, vão ter de voltar todo o caminho de volta no meio de uma chuva torrencial. A mala esquecida de armas também continha os sinalizadores que seriam usados para chamar Virgil. Então, eles decidem usar como sinal o Burger Tank perto da doca. Eles, mais uma vez, precisam se defender contra hordas de infectados até que Virgil finalmente chega para resgatá-los.
Enfim, Virgil chega e resgata os sobreviventes, deixando-os, horas depois, em um cais de Nova Orleans (onde parece que os militares ainda estão evacuando sobreviventes). Ele então sai, dizendo que ele está a caminho para encontrar outros sobreviventes. O grupo de sobreviventes, em seguida, luta contra mais infectados traçando seu caminho perto do mar, em um parque, um cemitério, e de um bairro francês, chegando a uma ponte levadiça a poucos minutos de ser bombardeada pelos militares. Do outro lado da ponte há um helicóptero militar prestes a sair. Os sobreviventes conseguem manter contato com os militares por meio de um rádio e, em seguida, atravessam a ponte para o piloto do helicóptero que os transporta para um cruzeiro militar.
O que acontece com os sobreviventes após isso fica inexplicado. Chet Faliszek, o escritor do jogo, falou que os militares estão levando os sobreviventes para navios tentando escapar da infecção.

## Jogabilidade
Como seu predecessor, Left 4 Dead 2 é primariamente um jogo de tiro em primeira pessoa com ênfase em jogabilidade cooperativa, com algumas cenas apresentadas em terceira pessoa ou usando filmes pré-renderizados. O jogo apresenta cinco novas campanhas, maiores em tamanho do que as do primeiro jogo. Cada uma pode ser jogada nos modos Campanha, Versus, Survival ou o novo "Scavenge".
No modo Campanha, quatro jogadores lutam contra infectados controlados pelo computador, sendo também que existe um modo single player, em que a Inteligência Artificial assume os outros três personagens, parando em abrigos e eventualmente no resgate. No modo Versus, outros quatro jogadores tomam controle de Infectados Especiais que tentam impedir os sobreviventes de chegar a seu destino. Os jogadores são trocados de equipe e a cada capítulo ganham pontos de acordo com sua saúde, distância percorrida e número de sobreviventes vivos no final. O modo Survival (Sobrevivência) é um desafio cronometrado onde os sobreviventes estão presos em uma seção dos mapas da campanha, e tentam sobreviver o máximo possível contra uma horda infinita de Infectados. O quarto modo, novidade no jogo, se chama Scavenge. Os jogadores sobreviventes precisam coletar e usar o quanto puderem de dezesseis latas de gás espalhadas pelo nível para continuar até os geradores de força, estendendo o tempo da rodada, enquanto os jogadores Infectados precisam pará-los, ou de vez em quando detonar as latas por si próprios. Por último, o modo de jogo que tem sido um verdadeiro desafio para os jogadores mais experientes. É o modo "Realism" (ou Realismo, em português-PT) Neste modo de jogo, os sobreviventes têm que mirar na cabeça dos infectados para matar com eficácia, do contrário, os infectados demorarão muito mais para morrer. (O nome do modo foi tirado da teoria original dos zumbis, de que só tiro na cabeça poderia matar um morto-vivo)

### Sobreviventes
Left 4 Dead 2 apresenta um novo elenco de sobreviventes, que incluem Coach, um treinador de 44 anos de um time de futebol americano em um colégio em Savannah, Geórgia; Rochelle, uma repórter de 29 anos de uma rede de televisão local em Cleveland, Ohio; Ellis, um mecânico de 23 anos em Savannah, Geórgia; e Nick, um jogador e trapaceiro de 35 anos. Originalmente o jogo seria uma continuação direta do original, ocorrendo algumas semanas após o começo do primeiro jogo, a Valve decidiu criar um novo grupo de sobreviventes devido a mudança na localização. Em adição aos quatro personagens jogáveis, Left 4 Dead 2 também apresenta um personagem de suporte de nome Virgil, que aparece em três capítulos do jogo, diferentemente do original na qual os personagens não-jogáveis faziam uma única aparição.
Jogadores têm acesso a mais armas, incluindo armas de combate corpo-a-corpo como frigideiras e motosserras, assim como armas de longa distância como rifles de assalto e metralhadoras silenciosas.

### Infectados
Os Infectados em Left 4 Dead 2 estão indiferentes aos de Left 4 Dead. São referidos como zumbis, porém os Infectados são humanos que sofreram mutação por um vírus de origem desconhecida conhecido apenas como Green Flu. O maior número de Infectados encontrados pelos sobreviventes são "Comuns", individualmente fracos, mas podem ser um problema para os sobreviventes quando em maior escala. Em Left 4 Dead 2, os danos feitos aos infectados estão representados mais realisticamente, com balas arrancando pedaços de carne ou em alguns casos, membros. Uma nova adição a Left 4 Dead 2 são os infectados "Incomuns", únicos por campanha. Por virtude do equipamento usado durante infecção ou mutação, possuem habilidades únicas. Por exemplo, em The Parish, os sobreviventes encontram um infectado usando uma roupas a prova de gás e colete policial, tornando-o imune a fogo e a balas na parte da frente, respectivamente.
Como no primeiro jogo, existem Infectados Especiais ou "chefes" em adição aos normais, que possuem mutações diferenciadas que lhes fornecem ataques especiais e os fazem mais poderosos. Os cinco Infectados especiais do primeiro jogo retornam, com algumas partes do comportamento modificado: o Boomer, um Infectado que solta vômito e bile, cegando o jogador por um período e atraindo uma horda de infectados; O Hunter, um Infectado ágil que pode atacar jogadores de uma longa distância; o Smoker, um que pode alcançar de longe sobreviventes com sua enorme língua, estrangulando-os até a morte, e lançando uma nuvem de fumaça que obscurece a visão (no momento em que é eliminado); o Tank, um gigantesco Infectado poderoso e difícil de matar. Ele ataca jogadores, causando um dano massivo; a Witch (agora também, do contrário da primeira versão do jogo, a Witch pode estar vagando pelo mapa, ao invés de estar sentada), uma Infectada fêmea  Alfa  passiva, que quando provocada solta altos gritos e luz, e ataca seu provocador, podendo matá-lo em um golpe (dependendo da dificuldade do jogo).
Os novos Infectados Especiais
Além dos Infectados Especiais já presente no primeiro jogo (Smoker, Boomer , Hunter, Witch, Tank), quatro novos infectados especiais foram introduzidos em Left 4 Dead 2.. Eles são:
- Charger: O Charger é um dos novos Infectados Especiais que aparecem em Left 4 Dead 2. Seu principal ataque é uma violenta carga que arrasta o sobrevivente. Com uma carga bem sucedida e mesmo que acerte todos os quatro sobreviventes, ele vai pegar e levar apenas um único sobrevivente, derrubando todos os outros. Uma vez que o Charger tenha acertado uma superfície dura como uma parede ou um carro, ou após ter percorrido uma certa distância, ele vai começar a socar sua vítima no chão até um outro aliado liberta-lo. Caso ele erre a carga e acerte a parede, ele vai tropeçar, deixando-o vulnerável ao ataque. O Charger pode ser detectado pelos sobreviventes com o barulho que ele faz rosnando pelo nariz deformado. Ele vai anunciar sua carga com um alto urro. O Charger parece ter uma superfície rochosa ou calejada em seu braço direito maior, que pode ser o que ele usa para infligir a maior parte de sua força ao carregar, enquanto o outro braço, no entanto, parece não ter ossos ou músculos. Por causa de seu grande tamanho, o Charger não pode ser afastado com ataques corpo a corpo, e deve ser morto a fim de libertar a vítima. Se um sobrevivente tiver e atirar com munição explosiva no charger, ele vai empurrar o Charger do sobrevivente atacado. Qualquer sobrevivente que não estiver fora do caminho durante a sua carga e for atingido vai voar a uma distância considerável e, lentamente, levantar-se, fazendo o Charger um inimigo mortal em corredores apertados ou perto de passagens altas. Ele também é o mais forte e mais duradouro dos Infectados Especiais (exceto o Tank e a Witch), além disso, seus ataques corpo a corpo são muito fortes e podem facilmente neutralizar um sobrevivente enfraquecido.
- Spitter: A Spitter é um dos novos Infectados Especiais presentes em Left 4 Dead 2. Ela possui a habilidade de cuspir uma bola verde de ácido de longas distâncias, que, ao bater no chão, vai se expandir em uma grande poça de água e causar grandes danos sobreviventes que fazerem contato com ela. Depois de cuspir, porém, a Spitter fica temporariamente paralisada por um segundo, dando aos sobreviventes a chance de matá-la. Quanto mais tempo o sobrevivente ficar nessa poça, mais danos do sobrevivente ira levar da gosma. Essa habilidade permite que a Spitter, com o auxílio de outro Infectado Especial, cause ainda mais danos, por exemplo, se um Hunter ataca um sobrevivente, uma Spitter pode cuspir em cima desse sobrevivente, causando mais danos ainda. No entanto, apesar de uma habilidade tão útil, a Spitter é muito fraca em termos de saúde, sendo uma tarefa fácil abater uma Spitter. Após a morte, a Spitter deixa uma quantidade menor de gosma verde ao seu redor, a gosma é semelhante a poça original que cospe, porém, com o mesmo efeito sobre os sobreviventes. Ela é um dos mais poderosos Infectados Especiais. se os sobreviventes permanecerem em pé em sua saliva, e são distraídos demais para mover-se rapidamente devido a outros infectado ou a falta de conscientização do dano que está sendo causado rapidamente ficarão incapacitados. No modo Scavange ou em qualquer final que exige latas de gás, quando as latas de gás são descartadas, a gosma da Spitter pode incendiar as latas de gás se forem deixadas no gosma por tempo suficiente.
- Jockey: O Jockey também é um dos novos Infectados Especiais que aparecem em Left 4 Dead 2. Ele é um pequeno Infectado que ataca os sobreviventes se agarrando a eles por trás e, literalmente, montando o sobrevivente enquanto o ataca. Ele pode regular seu peso inclinando o corpo fazendo com que o sobrevivente vá na direção em que ele quiser, dando a este Infectado Especial um tipo de controle sobre o sobrevivente. O sobrevivente que está a ser montado pelo Jockey pode tentar "resistir" ao Jockey, o que permitirá a outros jogadores a oportunidade de alcançar e arrancar o Jockey fora. Jockeys pode colocar sobreviventes em situações perigosas, como em perigos naturais, perto de uma Witch, ou de outros infectados. Um Jockey também pode puxar um sobrevivente até uma borda de um local alto, fazendo com que fique incapacitado, ou montá-lo até a morte se o sobrevivente em questão não estiver resistindo. O do Jockey parece ter uma doença espinhal, semelhantes a cifose, dando-lhe uma aparência encurvada. Ele também tem uma risada maníaca e está constantemente a contrair-se, dando-lhe uma espécie de natureza hiperativa.
- A Witch Errante: A Witch Errante aparece em Left 4 Dead 2. Ela é vista apenas em horários diurnos, vagando sem rumo e soluçando alto com as mãos na cabeça ou no rosto. Estão sempre em constante movimento o que faz com que elas sejam ainda mais difíceis de evitar. Mas elas são também muito mais introvertidas e só reagem aos ataques diretos ou em caso de contato físico. Surpreendente se pode até mesmo danificá-la levemente, sem que ela reaja. Ao contrário das Witchies sentadas, ela não parece mais ser alertada tão facilmente por lanternas. A Witch Errante continua tão vulnerável quanto nunca a uma espingarda crowning, e sua natureza mais calma faz dela muito mais fácil de ser atingida por uma crowning. Em Left 4 Dead 2, na campanha do Hard Rain, um grande número de Witches Errantes têm infestado uma usina de açúcar abandonada, a mesma que os sobreviventes devem percorrer para obter combustível para o barco de salvamento. Um achievement, Sob Story, é ganho se passar pela usina de açúcar sem matar nenhuma delas. Ela tem sido observada em ocasiões de paz seguindo os sobreviventes, sem qualquer provocação, embora possa estar apenas caminhando ao longo de sua trajetória programada. Se ela for provocada pelo algum sobrevivente,ela pode mata-lo com apenas um golpe,dependendo da quantidade de vida.

## Campanha adicional
Uma campanha, chamada "The Sacrifice", foi disponibilizada para download em 5 de Outubro de 2010. Ela foi adicionada em Left 4 Dead 2 e também esta disponível para o primeiro Left 4 Dead. Ela conta a história em que o personagem Bill de Left 4 Dead se sacrifica para que seus companheiros consigam escapar. Apos essa campanha segue um encontro entre os sobreviventes de Left 4 Dead 1 e Left 4 Dead 2[ligação inativa].

## Desenvolvimento
O desenvolvimento de Left 4 Dead 2 começou logo após o lançamento do primeiro jogo, e foi construído em ideias do time de desenvolvimento de fazer o próximo jogo "maior e melhor". Para o jogo foi dado o nome de código "Carnation", para evitar revelar seus detalhes antes do anúncio oficial.
Chet Faliszek depõe que a história do novo jogo explorará melhor o seu mundo, e que a Valve criou uma história completa de causas e efeitos de uma infecção pandêmica, incluindo termos que eles usaram para o Director. Faliszek quis incluir uma mulher de um Departamento de Veículos a Motor, mas a personagem não vingou.
Doug Lombardi, vice-presidente do marketing para a Valve, notou que o kit de desenvolvimento Source lançado para Left 4 Dead também será compatível com Left 4 Dead 2.
Jogadores que compraram o jogo na pré-venda através do Steam ou algum outro meio ganharam acesso à demo no dia 27 de Outubro de 2009 e um exclusivo taco de beisebol para ser usado no jogo.
Em 5 de Outubro a Valve anunciou que Left 4 Dead 2 seria promovido por uma campanha de vinte e cinco milhões de dólares, excedendo os dez milhões usados em Left 4 Dead. A campanha inclui anúncios televisivos durante eventos de esportes, revistas e outdoors, e uma campanha mais agressiva para a Europa.

## Recepção
Left 4 Dead 2 recebeu aclamação crítica dos jornalistas de games, que elogiaram as mudanças feitas com as novas armas de fogo e corpo-a-corpo, as novas estratégias introduzidas através dos novos infectados especiais, e os detalhes da localização sulista e as campanhas individuais comparadas com as campanhas do primeiro jogo.  Ars Technica louvou a longevidade do jogo e a atenção com os mínimos detalhes. O Libération também elogiou Left 4 Dead 2, comentando que a Valve era um dos últimos estúdios fazendo jogos voltados para os jogadores de PC hardcore. O IGN considerou que o game melhorou em todos os sentidos, e  que qualquer um que não gostasse dos conceitos introduzidos  pelo primeiro game deveria comprar o segundo. O Eurogamer também enalteceu o jogo, e afirmou que ele "esbanjava personalidade". Left 4 Dead 2 recebeu o prêmio de Melhor Jogo de Xbox 360 na Spike Video Game Awards de 2009. O jogo foi nomeado por "Conquista Excepcional na Engenharia de Jogo", "Conquista Excepcional em Jogabilidade Online",  e "Jogo de Ação do Ano" pela Interactive Achievement Award da Academy of Interactive Arts & Sciences.

### Vendas
Em fevereiro de 2010, a Electronic Arts, distribuidora de varejo do Left 4 Dead 2, revelou que o jogo já tinha vendido 2.9 milhões de cópias, enquanto a Forbes escreveu que havia vendido mais de 4 milhões de cópias nas lojas em 2009.
Em 10 de maio de 2011, Doug Lombardi mencionou que cada um dos Left 4 Dead tinham 3 milhões de cópias vendidas para Xbox 360.

### Prêmios
| Título                  | Ano  | Categoria                 |
| ----------------------- | ---- | ------------------------- |
| VGX                     | 2009 | Melhor Jogo para Xbox 360 |
| BAFTA Video Gamea Award | 2010 | Melhor Multiplayer        |